# (434326) 2004 JG6
(434326) 2004 JG6 est le second astéroïde apohele découvert (le premier étant (163693) Atira), ce qui signifie que son orbite est entièrement à l'intérieur de celle de la Terre. Fait plus marquant, sa période de révolution est plus courte que celle de Vénus et de tous les autres astéroïdes connus lors de sa découverte, en faisant le second objet le plus proche du Soleil, juste après Mercure.
Il a été découvert le 11 mai 2004 par Brian A. Skiff dans le cadre du programme LONEOS.